# Junta militar

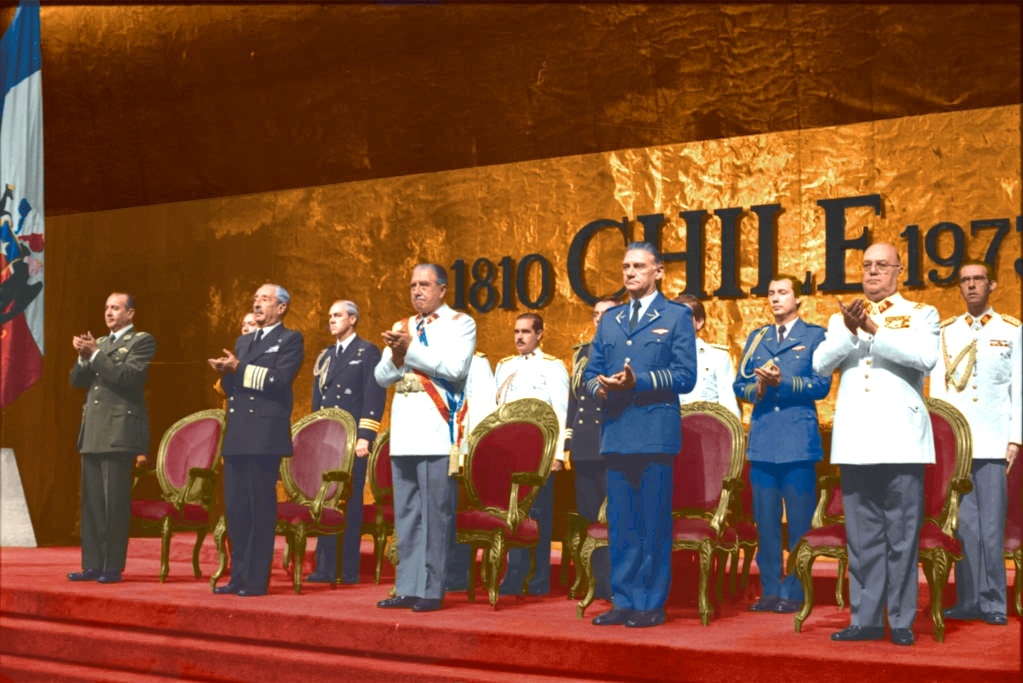
Junta Militar de Chile

Una junta militar es un gobierno formado por altos mandos de las fuerzas armadas de un país, normalmente tras la toma del poder por un golpe de Estado. La junta puede estar directamente a cargo de las funciones de gobierno o ejercer nominalmente un papel consultivo, delegando el cargo político concreto a uno de sus miembros y ayudando a las demás personas otro representante.
A diferencia de las dictaduras carismáticas, centradas en un líder fuertemente personalizado, las juntas responden por lo general a situaciones de fuerte inestabilidad política, donde intereses ideológicos llevan a los sectores más conservadores a tomar cartas en el asunto directamente; la Guerra Fría motivó nominal o realmente a multitud de juntas militares en las décadas de 1950, 1960 y 1970, especialmente en América Latina, África y Asia, aunque también fue común en muchos países europeos. Sin embargo, en países del tercer mundo también han existido experiencias de gobiernos militares motivados por las ideas y sectores de izquierda, por ejemplo Siad Barre en Somalia o Gaddafi en Libia.

## Estados gobernados por una junta militar en la actualidad
La siguiente es una lista de los Estados cuyos gobiernos son juntas militares, en casi todos los casos de carácter dictatorial.
| Estado       | Nombre de la junta                                               | Líder de la junta               | Fecha de inicio         |
| ------------ | ---------------------------------------------------------------- | ------------------------------- | ----------------------- |
| Sudán        | Consejo de Soberanía de Transición                               | Abdel Fattah Abdelrahman Burhan | 11 de abril de 2019     |
| Mali         | Comité Nacional para la Salvación del Pueblo                     | Assimi Goita                    | 19 de agosto de 2020    |
| Birmania     | Consejo Administrativo del Estado de Birmania                    | Min Aung Hlaing                 | 1 de febrero de 2021    |
| Chad         | Consejo Militar de Transición                                    | Mahamat Déby Itno               | 20 de abril de 2021     |
| Guinea       | Comité Nacional de Reconciliación y Desarrollo de Guinea         | Mamady Doumbouya                | 5 de septiembre de 2021 |
| Burkina Faso | Movimiento Patriótico para la Salvaguardia y Restauración        | Ibrahim Traoré                  | 6 de octubre de 2022    |
| Níger        | Consejo Nacional para la Salvaguardia de la Patria               | Abdourahamane Tchiani           | 26 de julio de 2023     |
| Gabón        | Comité para la Transición y la Restauración de las Instituciones | Brice Clotaire Oligui Nguema    | 30 de agosto de 2023    |

## Juntas militares históricas
| Estado                   | Nombre de la junta                                | Líder de la junta | Fecha de inicio        | Fecha de finalización  |
| ------------------------ | ------------------------------------------------- | --- | ---------------------- | ---------------------- |
| Argentina                | Proceso de Reorganización Nacional                | Jorge Rafael Videla Roberto Eduardo Viola Leopoldo Fortunato Galtieri Reynaldo Bignone                                             | 1976                   | 1983                   |
| Argentina                | Revolución Argentina                              | Juan Carlos Onganía Marcelo Levingston Alejandro Lanusse                                                                           | 1966                   | 1973                   |
| El Salvador              | Directorio cívico                                 | Osmín Aguirre y Salinas Joaquín Valdéz                                                                                             | 2 de diciembre de 1931 | 4 de diciembre de 1931 |
| El Salvador              | Junta de Gobierno                                 | Miguel Ángel Castillo Maldonado | 26 de octubre de 1960  | 25 de enero de 1961    |
| El Salvador              | Directorio Cívico-Militar                         | Aníbal Portillo | 25 de enero de 1961    | 25 de enero de 1962    |
| El Salvador              | Junta Revolucionaria de Gobierno                  | Adolfo Arnoldo Majano Jaime Abdul Gutiérrez Avendaño José Napoleón Duarte                                                          | 15 de octubre de 1979  | 2 de mayo de 1982      |
| Bolivia                  | Junta Militar Torrelio-Bernal-Pammo               | Celso Torrelio Villa Waldo Bernal Pereira Oscar Pammo Rodríguez                                                                    | 1981                   | 1981                   |
| Brasil                   | Régimen Militar Brasileño                         | Ranieri Mazzilli Humberto de Alencar Castelo Branco Artur da Costa e Silva Emílio Garrastazu Médici Ernesto Geisel João Figueiredo | 1964                   | 1985                   |
| Chile                    | Junta militar de Gobierno de Chile                | Augusto Pinochet José Toribio Merino                                                                                               | 1973                   | 1990                   |
| Colombia                 | Junta Militar de Colombia                         | Gabriel París | 1957                   | 1958                   |
| Corea del Sur            | Consejo Supremo para la Reconstrucción Nacional   | Park Chung-hee | 1961                   | 1963                   |
| Ecuador                  | Junta Militar del 63                              | Ramón Castro Jijón Marcos Gándara Enríquez Luis Cabrera Sevilla Coronel Guillermo Freile Posso.                                    | 1963                   | 1966                   |
| Ecuador                  | Consejo Supremo de Gobierno de Ecuador            | Alfredo Poveda | 1976                   | 1979                   |
| Egipto                   | Consejo Supremo de las Fuerzas Armadas            | Mohamed Hussein Tantawi | 2011                   | 2012                   |
| Etiopía                  | Consejo Administrativo Militar Provisional o Derg | Aman Andom Mengistu Haile Mariam Tafari Benti                                                                                      | 1974                   | 1987                   |
| Guatemala                | Juntas Militares de 1954 en Guatemala             | Elfego Monzón | 1954                   | 1954                   |
| Grecia                   | Junta de los Coroneles                            | Georgios Papadopoulos | 1967                   | 1973                   |
| Honduras                 | Junta Militar de Honduras 1956-1957               | Roque Jacinto Rodríguez Herrera Héctor Caraccioli Moncada Roberto Gálvez Barnes                                                    | 1956                   | 1957                   |
| Honduras                 | Junta Militar de Honduras 1978-1980               | Policarpo Paz García | 1978                   | 1980                   |
| Liberia                  | Consejo Popular de Redención                      | Samuel Doe | 1980                   | 1984                   |
| Nigeria                  | Consejo Militar Supremo                           | Muhammadu Buhari Ibrahim Babangida                                                                                                 | 1983                   | 1999                   |
| Nicaragua                | Junta de Gobierno de Reconstrucción Nacional      | Daniel Ortega | 1979                   | 1985                   |
| Perú                     | Junta Militar Revolucionaria de Perú              | Juan Velasco Alvarado Francisco Morales Bermúdez                                                                                   | 1968                   | 1980                   |
| Portugal                 | Junta de Salvación Nacional                       | António de Spínola | 1974                   | 1974                   |
| Polonia                  | Consejo Militar de Salvación Nacional             | Wojciech Jaruzelski | 1981                   | 1983                   |
| República Árabe Libia    | Consejo Libio de Comando Revolucionario           | Muamar Gadafi | 1969                   | 1977                   |
| Surinam                  | Consejo Nacional Militar                          | Dési Bouterse | 1980                   | 1987                   |
| Tailandia                | Consejo Nacional para la Paz y el Orden           | Prayut Chan-o-cha | 2014                   | 2019                   |
| Uruguay                  | Junta militar de Uruguay                          | Juan María Bordaberry Alberto Demicheli Aparicio Méndez Gregorio Álvarez                                                           | 1973                   | 1985                   |
| Venezuela                | Junta Militar de Venezuela                        | Carlos Delgado Chalbaud Germán Suáres Flamerich                                                                                    | 1948                   | 1952                   |
| República Árabe de Yemen | Consejo del Comando Militar                       | Ibrahim al-Hamdi Ahmad al-Ghashmi                                                                                                  | 1974                   | 1978                   |